# 西藏千里光
西藏千里光（学名：Senecio tibeticus）为菊科千里光属下的一个种。

## 扩展阅读
- 維基物種上的相關：西藏千里光